# Río Matapán
El Matapán es un curso de agua del interior de la península ibérica, afluente del Oca. Discurre por la provincia española de Burgos.

## Descripción
El río Matapán, que discurre por el norte de la provincia de Burgos en dirección este-oeste, pertenece a la cuenca hidrográfica del Ebro. Nacería cerca de Busto de Bureba, en el partido judicial de Briviesca. Pasa por municipios como Berzosa de Bureba y La Vid de Bureba antes de verter sus aguas en el río Oca, del que es afluente por la derecha. A mediados del siglo XIX era hogar de anguilas. Aparece descrito en el decimoprimer volumen del Diccionario geográfico-estadístico-histórico de España y sus posesiones de Ultramar de Pascual Madoz de la siguiente manera:

MATAPAN: r. en la prov. de Burgos, part. jud. de Briviesca: nace del desagüe de la laguna de Busto y de varias fuentecitas ó manantiales que brotan en la sierra, el cual se queda seco en verano; pasa por los térm. de Berzosa, La Vid y Berga, en cuyo último punto desagua en el r. Oca: hay sobre él un puente de piedra bien construido, de un solo ojo y en buen estado, y otros tres de madera bastante deteriorados; la pesca que cria se reduce á algunas anguilas.
(Madoz, 1848, p. 297)

Sus aguas acaban vertidas en el Mediterráneo.